# Palacio de Arenberg
El Palacio de Arenberg, de estilo Renacimiento flamenco, está situado en Heverlee, distrito de Lovaina, Bélgica. Construido sobre el emplazamiento de un castillo medieval del siglo XII, el edificio actual fue comenzado por Guillermo de Croy en el siglo XVI, pero ha sufrido numerosas modificaciones a lo largo del tiempo, incluso en el siglo XXI. En 1612, el palacio pasó a ser propiedad de los duques de Arenberg, familia alemana que lo ocupó hasta la Primera Guerra Mundial. Actualmente es propiedad de la Universidad Católica de Lovaina y se halla en el centro del Campus de Ciencias Físicas Aplicadas de Heverlee. El palacio posee gran armonía en su estilo arquitectónico flamenco, pese a haber incorporado elementos del Renacimiento, el Barroco tardío e incluso del neogótico del siglo XIX. Está flanqueado por dos torres cuadradas con cúpulas bulbosas coronadas por sendas águilas bicéfalas.

## Breve historia
Desde el siglo XII, los señores de Heverlee poseían un castillo medieval que, por razones económicas, se vieron obligados a vender en 1445 a la familia De Croy, originaria de Picardía. Guillermo de Croy reemplazó el antiguo castillo medieval construyendo progresivamente el palacio actual, de estilo Renacimiento flamenco. El propio Guillermo de Croy cedió una parte de sus tierras para el establecimiento de un monasterio de monjes celestinos; dicho monasterio fue la única fundación de esta rama de la orden benedictina (fundada por el papa Celestino V) en los Países Bajos meridionales. 
En 1612, al morir sin descendencia el último duque, Carlos III de Croy, el palacio pasó, a través de su hermana, casada con un Arenberg, a ser propiedad de los duques de Arenberg. Esta familia alemana ocupó el palacio hasta la Primera Guerra Mundial. Muchos de los duques de este linaje, de espíritu moderno e interesados por el desarrollo de las ciencias, habían mantenido un estrecho contacto con la Universidad de Lovaina. Ya antes del estallido de la Primera Guerra Mundial, el último propietario deseaba vender el parque del palacio a la Universidad.
Durante la Primera Guerra Mundial, el duque de Arenberg, súbdito alemán, mostró su simpatía hacia el ocupante, por lo que en 1919 el Estado belga le confiscó el palacio, que, junto con el parque que lo rodea (29 hectáreas), pasó a ser propiedad de la Universidad de Lovaina en 1921 y, en 1968, de la rama flamenca de dicha universidad (Katholieke Universiteit Leuven, KUL).
Todo el conjunto forma actualmente el campus de la Facultad de Ingeniería y Ciencias Físicas Aplicadas, al modo de las universidades estadounidenses. En él se encuentran asimismo el Departamento de Arquitectura, Urbanismo y Ordenación del Territorio (ASRO) y el Centro Internacional Raymond Lemaire para la Conservación (RLICC). Los edificios del monasterio de los celestinos albergan actualmente la biblioteca del campus.